# Dysplazje kręgosłupowo-nasadowe

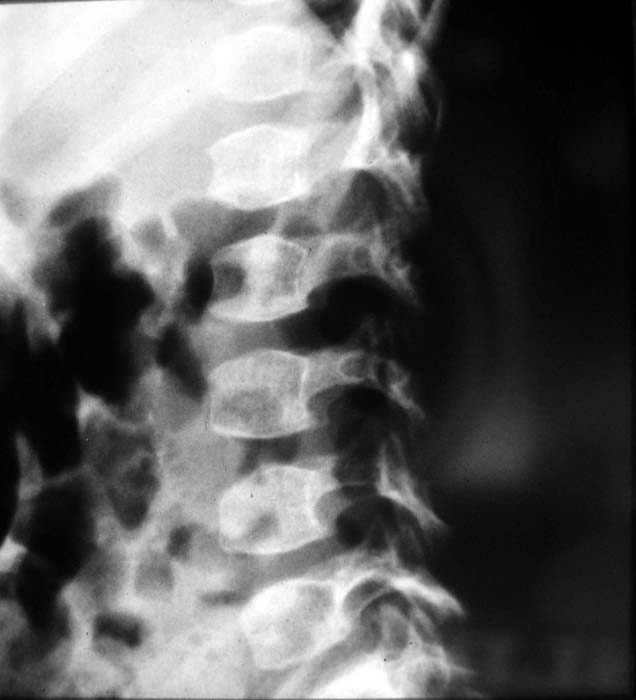
Rtg kręgosłupa u pacjenta z SEMD

Dysplazje kręgosłupowo-nasadowe (ang. spondyloepimetaphyseal dysplasias, SEMD) – heterogenna grupa wrodzonych zaburzeń budowy kośćca, o różnych typach dziedziczenia i objawach radiologicznych.
Należą tu:
- Dysplazja kręgosłupowo-nasadowa typu Strudwicka (spondylometaepiphyseal dysplasia, Strudwick type)
- Wrodzona dysplazja kręgosłupowo-nasadowa (spondyloepiphyseal dysplasia congenita)
- Dysplazja kręgosłupowo-nasadowa z wiotkością stawów (spondylometaepiphyseal dysplasia with joint laxity)
- Dysplazja kręgosłupowo-nasadowa typu Iraqi (spondylometaepiphyseal dysplasia, Iraqi type)
- Dysplazja kręgosłupowo-nasadowa typu Halla (spondylometaepiphyseal dysplasia, Hall type)
- Dysplazja kręgosłupowo-nasadowa typu Irapy (spondylometaepiphyseal dysplasia, Irapa type)
- Dysplazja kręgosłupowo-nasadowa sprzężona z chromosomem X
- Dysplazja kręgosłupowo-nasadowa typu krótkich kończyn-nieprawidłowego wapnienia